# Cambiemos
Cambiemos (Cambiamo in italiano) è stata una coalizione di partiti politici fondata in Argentina in vista delle elezioni presidenziali del 2015. L'alleanza è stata siglata per sostenere la candidatura di Mauricio Macri ed ha riunito diversi soggetti politici:
- Proposta Repubblicana di Mauricio Macri;
- Unione Civica Radicale, rappresentata da Ernesto Sanz;
- Coalizione Civica ARI, con a capo Elisa Carrió;
- Partito Democratico Progressista, con a capo Ana Copes;
- Partito Conservatore Popolare, di Marco Aurelio Michelli;
- Partito FE, di Jorge Pirotta.

Il primo turno elettorale ha visto prevalere Daniel Scioli, sostenuto dal Fronte per la Vittoria, che ha ottenuto il 36,8% dei voti contro il 34,3% di Macri. Il ballottaggio ha visto la vittoria di Macri, eletto Presidente con il 54% dei voti.
Alle contestuali elezioni parlamentari la coalizione ha ottenuto 7 seggi su 19 da assegnare, conseguendo il 34,2% dei voti (contro il 37,2% del Fronte per la Vittoria) .
La coalizione ha vinto le elezioni parlamentari del 2017, aumentando considerevolmente la sua presenza nel Congresso.
In occasione delle elezioni del 2019 i partiti che formavano Cambiemos hanno formato una nuova coalizione chiamata Insieme per il Cambiamento. Ha aderito a questa nuova alleanza una frangia del peronismo guidata da Miguel Ángel Pichetto che in occasione delle votazioni è stato proposto candidato alla vicepresidenza.